# Organigramma

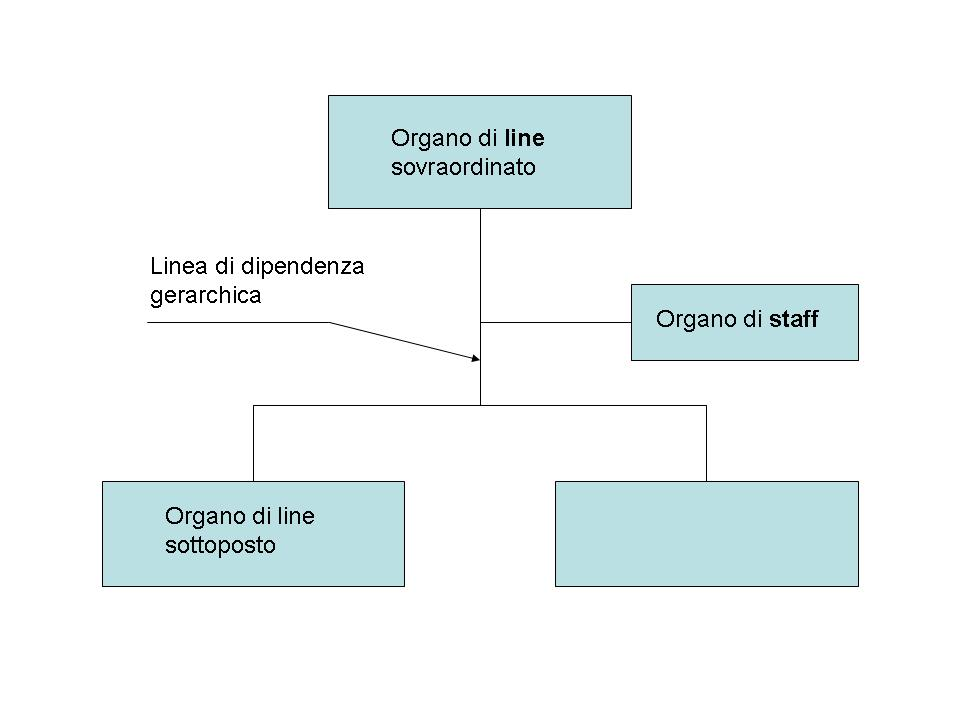
Schema di rappresentazione di un organigramma

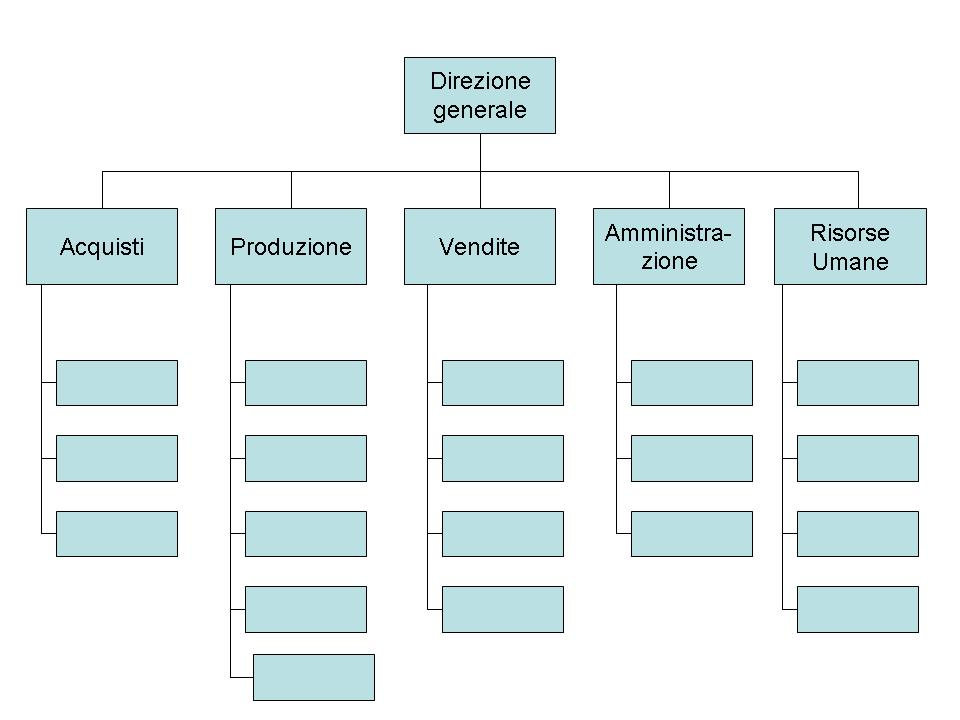
Esempio di rappresentazione mista, con i primi due livelli piramidali ed il terzo a bandiera

L'organigramma è la rappresentazione grafica della struttura di una organizzazione in un dato momento storico.

## Descrizione
È composto da.
- rettangoli, che rappresentano gli enti (o anche organi, unità organizzative, reparti);
- linee, che rappresentano le relazioni gerarchiche o talora funzionali tra gli enti.

All'interno dei rettangoli viene indicata solitamente la denominazione dell'ente, la sua eventuale sigla, il responsabile ed eventualmente altre informazioni ritenute utili.
Tra gli enti si distinguono:
- gli organi di line, che hanno autorità gerarchica sugli enti sottoposti
- gli organi di staff, che sono di supporto agli enti di line (es. segreterie, uffici studi, ecc.)

La rappresentazione grafica può essere:
- piramidale: si estende molto in larghezza
- a bandiera: si estende in altezza
- misto: per ragioni di spazio si rappresentano alcuni livelli di organigramma in modo piramidale ed i successivi a bandiera
- ad albero: in alcuni sistemi informativi si ha una rappresentazione simile a quella delle directory

Gli enti organizzativi rappresentati nell'organigramma assumono varie denominazioni, a seconda dell'area di appartenenza: "direzioni", "divisioni", "funzioni", "dipartimenti", "ripartizioni", "aree", "settori", "sezioni", "uffici", "reparti", "officine", eccetera.
Esistono molti prodotti software che permettono di creare organigrammi: si va dalle applicazioni contenute nei pacchetti di produttività personale quali Microsoft Office o LibreOffice, che contengono le semplici forme grafiche che possono essere assemblate, ad applicazioni quali Microsoft Visio che sono più sofisticati dal punto di vista grafico e di connessione a base dati informative, per arrivare a sistemi specializzati, quali OrgPlus di Insperity, PeopleFluent OrgPublisher di Aquire o le più recenti versioni web/cloud quali OrgChart-Agile.
I prodotti professionali dedicati alla gestione delle risorse umane, quali Cezanne, EcosAgile , PeopleSoft, Orgplus, JOB/Risorse producono organigrammi visuali come sotto-prodotto: progettati per collegarsi ai sistemi ERP aziendali e integrare le informazioni amministrative o contabili (ad esempio gestione paghe e presenze) con i dettagli di natura organizzativa, inclusa l'appartenenza a gruppi funzionali stabili (quali le squadre per la gestione delle emergenze per la sicurezza sul lavoro) o temporanei (nel caso di progetti nelle organizzazioni aziendali a matrice).
Questi permettono di analizzare la struttura organizzativa, rappresentando in modo visuale immediato per esempio informazioni o KPI quali spam of control, scostamento dei valori di budget, collocazione dei lavoratori prossimi alla pensione, collocazione dei top performer ecc., rendendo l'organigramma uno strumento di gestione di uso fondamentale in un'organizzazione (oltre la mera funzione di comunicazione/pubblicazione).
Altre funzionalità tipiche degli strumenti di analisi dell'organizzazione permettono di visualizzare gruppi di persone (es. contratti a termine, esterni, ecc), persone/enti che soddisfano certi criteri (scostamento di budget negativi, persone con scadenza contratto vicina, resp. con un numero eccessivo di riporti ecc.)